# Brahea brandegeei
Brahea brandegeei là loài thực vật có hoa thuộc họ Arecaceae. Loài này được (Purpus) H.E.Moore mô tả khoa học đầu tiên năm 1975.